# Leulumoega
Leulumoega is een plaats in Samoa en is de hoofdplaats van het district A'ana op het eiland Upolu.
In 2006 telde Leulumoega 1303 inwoners.